# 서래마을

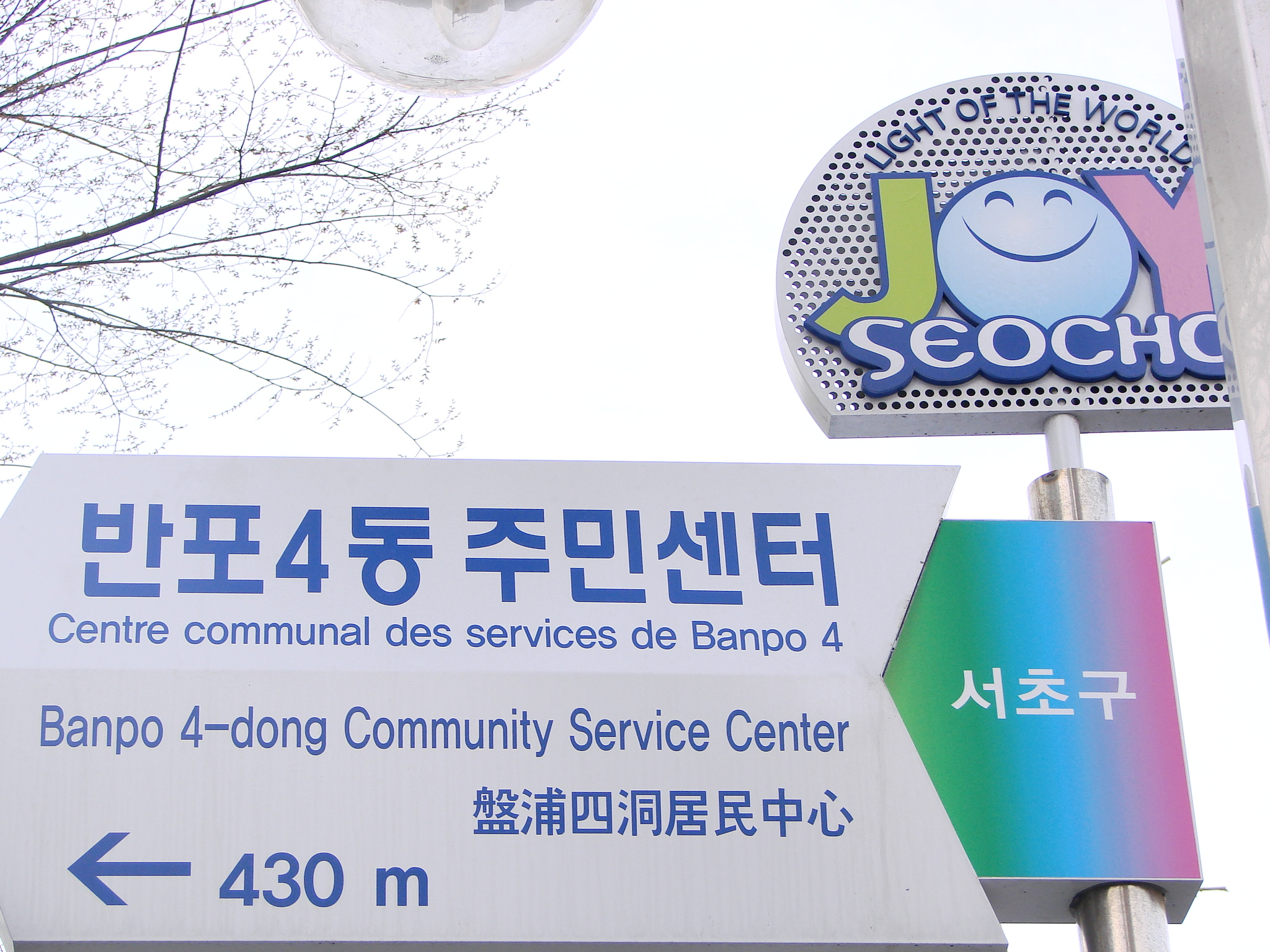
프랑스어 안내가 쓰여 있는 반포4동 주민센터 표지판

서래마을(西來마을)은 대한민국 서울특별시 서초구 반포4동 및 방배본동 그리고 방배4동 일대에 위치한 지역으로, 한국 최대의 프랑스인 거주 지역이다. 최소 수백 명의 프랑스인이 상주하고 있는데, 이는 대한민국 거주 프랑스인의 40% 정도에 해당하는 수이다. 이들의 대부분은 프랑스계 회사에 종사하는 인구이며, 주로 이들의 자녀들이 통학하는 서울프랑스학교도 서래마을 안에 위치해 있다.
이외에 서래마을의 빌라촌은 대한민국의 대표적인 부촌 중에 하나이고, 많은 유명인사들이 거주하는 것으로도 유명하다. 서래마을 내 한국 학교로는 방배중학교, 서울서래초등학교 등이 있다.

## 역사
1985년경, 본래 외국인 거주 지역인 한남동에 위치해 있던 서울프랑스학교가 서초구로 옮겨가게 되면서 자연스럽게 프랑스인 인구가 모여 서래마을의 형성이 시작되었다.
1990년대부터 TGV, 까르푸, 르노 등 프랑스계 대기업들이 한국에 본격적으로 진출하게 되었고, 그러면서 프랑스에서 온 사람들이 본래 프랑스인이 많이 살아온 서래마을로 모여들게 되자 이곳의 프랑스인 인구는 더욱 늘어나게 되었다. 이후 프랑스식 음식점이나 카페, 빵집 등으로 유명해져 관광지로 부상하기도 하였다.

## 같이 보기
- 서울프랑스학교
- 쁘띠프랑스